# Орден Ізмаїла
Орден Ізмаїла — державна нагорода Єгипетського королівства.

## Історія
Орден був заснований 14 квітня 1915 року султаном Єгипту Хусейном Камілем в честь хедива Єгипту Ізмаїла-Паші. Орден вручався за цивільні заслуги і заслуги перед троном.
В 1922 і 1926 роках статут ордена переглядався.
У 1953 році з оголошенням Єгипту республікою орден у числі інших королівських нагород був скасований.

## Положення
Орден призначений для нагородження за видатні заслуги перед нацією.
Орден мав чотири класи:
- Велика стрічка
- Гранд-офіцер
- Командор
- Офіцер

## Опис

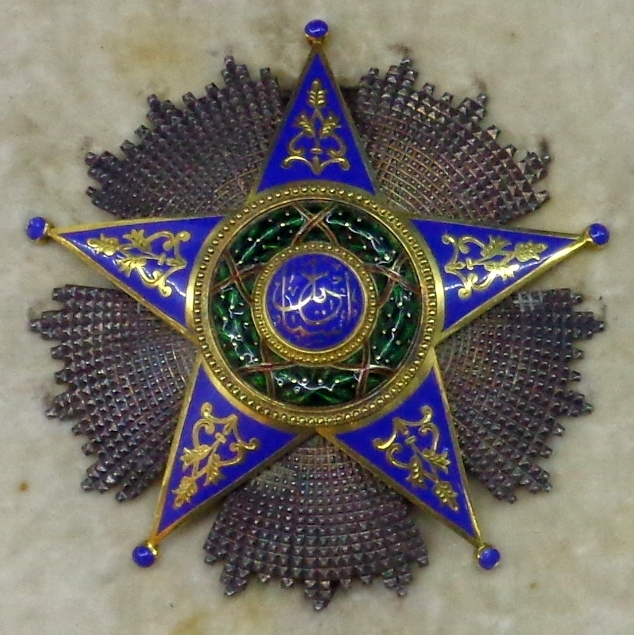
Зірка

Знак ордена — золота п'ятипроменева зірка покрита емаллю синього кольору з кульками на кінцях такої ж емалі. Поверх емалі золотий рослинний орнамент. У центрі зірки круглий золотий медальйон з каймою. В медальйоні на синьому тлі золота арабська в'язь. Облямівка містить лавровий вінок зеленої емалі перевитий в п'яти місцях стрічкою червоної емалі. Знак за допомогою перехідної ланки у вигляді золотої королівської корони кріпиться до орденської стрічки. Зірка ордена аналогічна знаку, але більшого розміру і з сяючими штралами між променями зірки. Стрічка ордена шовкова муарова темно-синього кольору з широкими червоними смужками по боках.